# Міґель Анхель Лопес (волейболіст)
Міґель Анхель Лопес Кастро (ісп. Miguel Ángel López Castro; нар. 25 березня 1997, Сьєнфуегос) — кубинський волейболіст, гравець національної збірної та бразильського клубу «Сада Крузейро».

## Життєпис
Народжений 25 березня 1997 року в Сьєнфуегосі.
Грав у клубі рідного міста (2015—2017), аргентинських «Gigantes del Sur» (2017—2019) та «UPCN Vóley Club» (2019—2020). Після цього перейшов до бразильського клубу «Сада Крузейро» (Контажей).
У фінальному поєдинку клубної першости світу 2021 в Бетіні його «Сада» переміг італійський «Кучине Лубе Чивітанова» 3:0 (25-17, 25-22, 25-23).

### Досягнення
Зі збірною
Клубні
- Чемпіон світу 2021

Індивідуальні
- Найкращий гравець (MVP) клубної першости світу 2021[3]